# Israël Galili
Israël Galili, né le 10 février 1911 et mort le 8 février 1986, est un homme politique israélien, membre de la Knesset. Il est chef d'état-major de la Haganah pendant la guerre israélo-arabe de 1948.

## Biographie
Israël Galili est né à Braïliv, dans l'Empire russe. Sa famille émigre en Palestine mandataire en 1914 et s'établit à Tel-Aviv, où Israël Galili devient apprenti dans une imprimerie.
Israël Galili est également l'un des fondateurs du groupe de jeunesse HaNoar HaOved, en 1924. Il commence sa carrière militaire en 1927 dans la Haganah. En 1930, il participe à la création du kibboutz Na'an, où il vit jusqu'à sa mort. En 1935, il est nommé dans le comité dirigeant de l'organisation et est plus tard chargé de l'armement. Pendant la Seconde Guerre mondiale, il est chargé des mesures de préparation à une éventuelle invasion allemande de la Palestine.
En 1946, il est nommé chef du comité d'état-major de la Haganah et conserve ce poste jusqu'à ce que la Haganah soit intégrée dans Tsahal en mai 1948. Lors de l’affaire de l’Altalena, un navire chargé d’armes appartenant à l’Irgoun, il conduit les négociations entre le gouvernement et Menahem Begin.
Il est membre de la première Knesset et à nouveau de la troisième à la huitième, tout d'abord au sein du parti Mapam puis pour le parti Achdut HaAvodah et pour le Parti travailliste.
Il est ministre de l'Information et ministre sans portefeuille dans plusieurs gouvernements. Dans le gouvernement Meir, il est l'un des conseillers de la Première ministre, membre de son cabinet ainsi que membre du ministère des Affaires étrangères et du Comité de défense.

## Note
Il ne doit pas être confondu avec un autre Israël Galili, inventeur du Galil, le fusil d'assaut israélien.